# Петрашевці

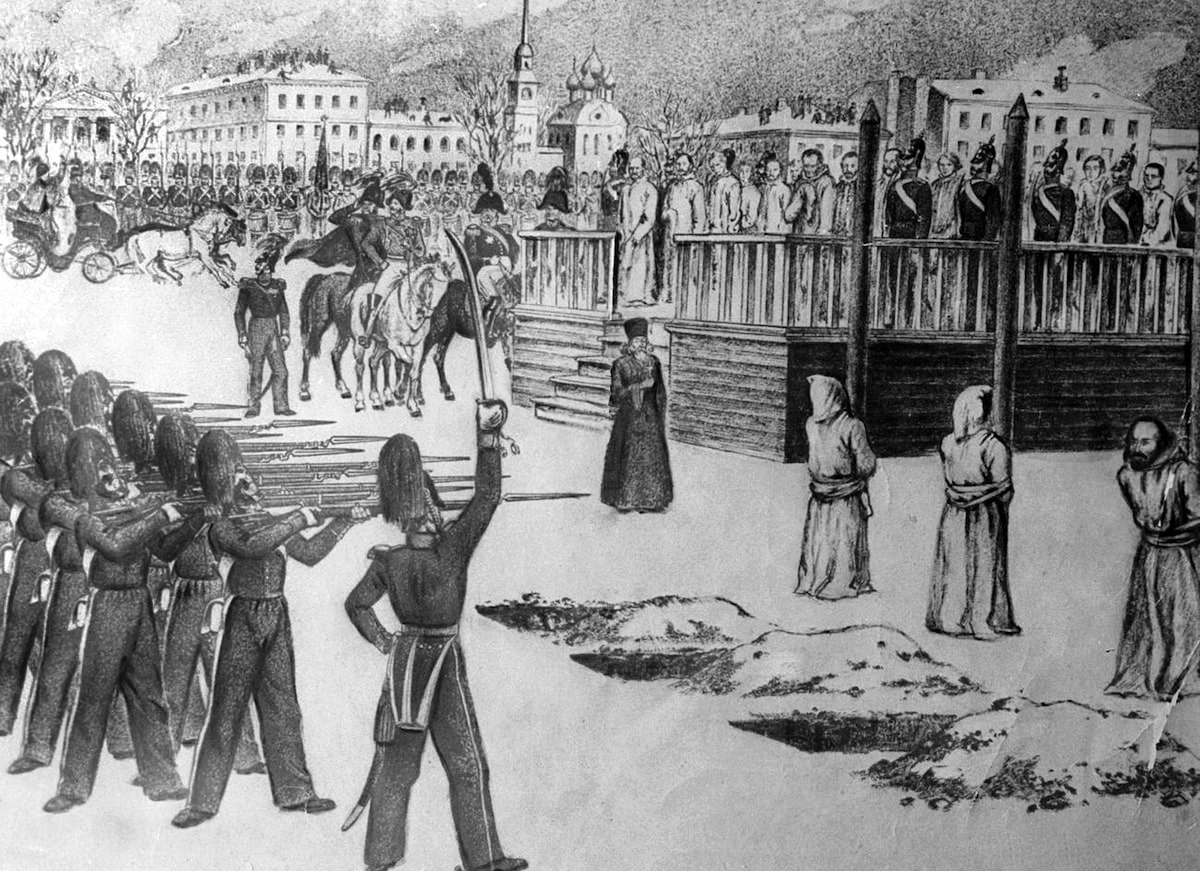
«Обряд кари на Семенівському плацу»,
малюнок Б. Покровського, 1849 рік.

Петрашевці — загальна назва учасників неформального інтелігентського гуртка М. Буташевича-Петрашевського (1821—1866) та пов'язаних із ним осіб, зокрема й належних до інших подібних молодіжних радикальних гуртків (С. Дурова, М. Кашкіна), що діяли у 2-й половині 1840-х рр.
Світогляд більшості петрашевців — дворян та міщан — за соціальним складом, чиновників, студентів, літераторів, учителів, науковців, офіцерів та ін. — за складом професійним — сформувався під впливом ідей французьких соціалістів-утопістів, у першу чергу — Ш. Фур'є, послідовниками й пропагандистами соціальних ідей якого виступали петрашевці.
Нерегулярні зібрання у Санкт-Петербурзі на квартирі М. Буташевича-Петрашевського — перекладача при міністерстві закордонних справ Російської імперії, на яких у загальній формі обговорювалися шляхи звільнення селян, реформування судочинства тощо, розпочалися 1844 року, з 1845 року вони відбувалися щоп'ятниці, збираючи по 20—30 учасників радикально-демократичних та ліберальних поглядів.
Революційні події 1848 у Франції та інших європейських країнах сприяли радикалізації настроїв петрашевців, які у грудні 1848 — січні 1849 років у вузькому колі (М. Буташевич-Петрашевський, К. Дебу, Ф. Львов, М. Момбеллі, М. Спєшньов) безрезультатно через розходження у поглядах розглядали питання про створення таємного товариства та вироблення його програми, а також розробляли план керівництва широким селянським повстанням, що мало б привести до повалення самодержавства.
Заарештовані 23 квітня 1849 року після 13-місячного нагляду, встановленого за М. Буташевичем-Петрашевським, петрашевці зазнали суворого покарання: у поле зору слідчих органів потрапило понад 280 осіб, з них 23 було піддано військовому суду, який 15 осіб (серед них і Ф. Достоєвського, Д. Ахшарумова) засудив до смертної кари, заміненої у день страти 22 грудня 1849 року різними строками каторжних робіт. 1856 року петрашевці були амністовані, на початку 1860-х рр., за винятком М. Буташевича-Петрашевського, поновлені у цивільних правах.
Як свідчать матеріали справи, деякі петрашевці, зокрема сам М. Буташевич-Петрашевський та М. Момбеллі (який, до речі, зустрічався на петербурзькій квартирі Євгена Гребінки з Тарасом Шевченком у 1844—1845-х роках), були обізнані (хоча й поверхово) з ідеологією, діяльністю та обставинами викриття Кирило-Мефодіївського товариства, вважали українське селянство достатньо розпропагованим поезією Шевченка на випадок можливого повстання.